# Simon Rodia

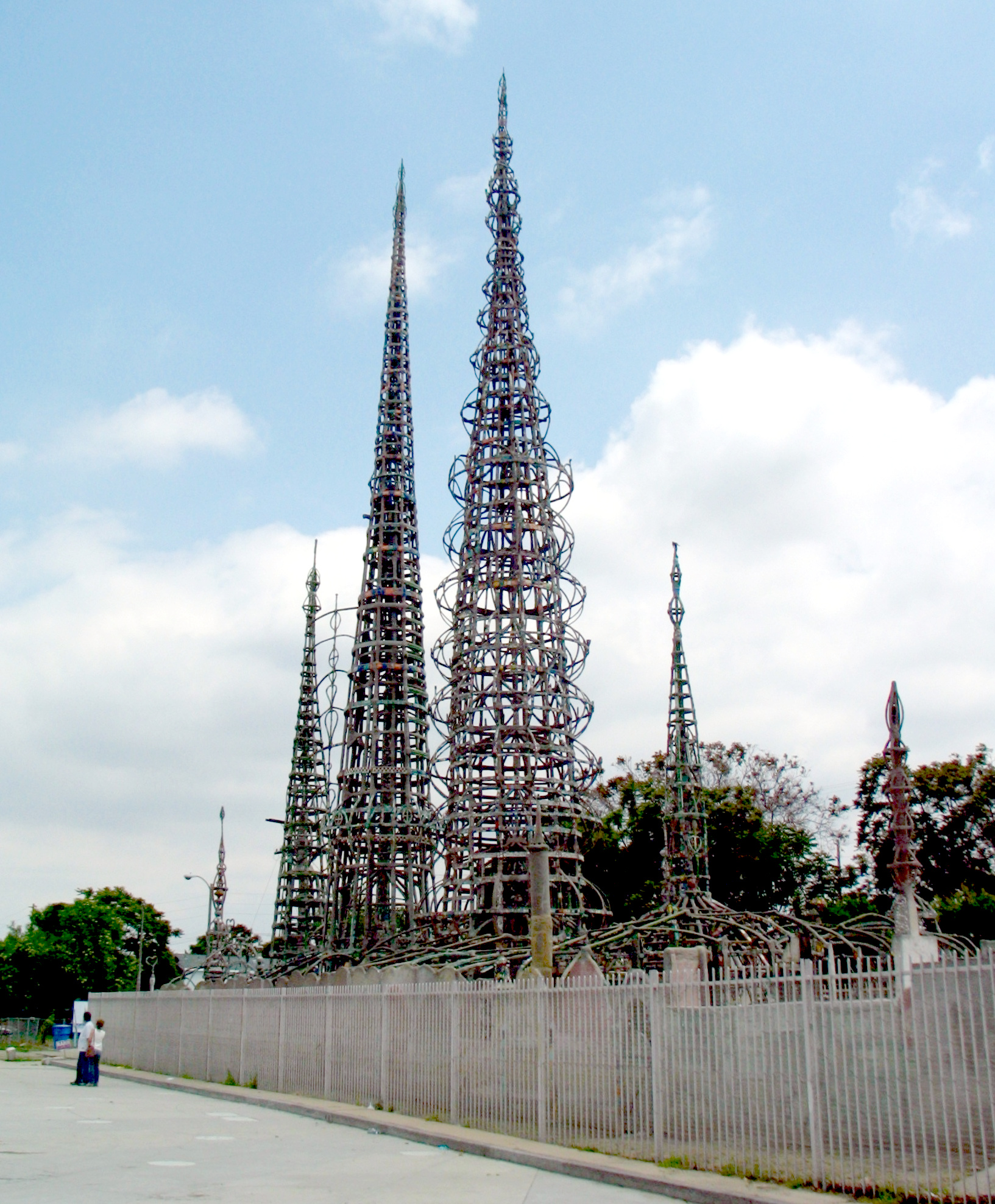
Watts Towers

Sabato "Sam" Simon Rodia, född 12 februari 1879 i Ribottoli, död 17 juli 1965 i Martinez, var en italiensk-amerikansk skulptör.
Simon Rodia tillbringade större delen av sitt vuxna liv i stadsdelen Watts i Los Angeles, där han uppförde de berömda Watts Towers.

## Liv och verk
Rodia föddes i trakten av Neapel. Han utvandrade till Förenta Staterna vid 15 års ålder och bodde hos sin bror i Pennsylvania. Brodern omkom strax efteråt i en gruvolycka och Rodia flyttade till västkusten. Han bosatte sig i Seattle, där han gifte sig och fick tre barn. Han var soldat under första världskriget, arbetade i stenbrott, var rallare och byggnadsarbetare i Oakland och Long Beach. Slutligen köpte han en tomt och en stuga i Watts i början av 1920-talet. Han blev takläggare och hade tidvis också arbete som nattvakt.
Rodia påbörjade byggandet av sina torn 1921 och avslutade dem 1954. 75 år gammal gav han bort sitt hus, sin mark och sitt livsverk till en granne. Sedan försvann han spårlöst. Fem år senare återfanns han i Martinez. Det anses allmänt att han aldrig återsåg sitt livsverk igen. Han flyttade på grund av upprepade gräl med sina grannar om vandalisering av tornen.

## Kuriosa
- Ett foto av Simon Rodia är med på omslaget till Beatles album Sgt. Pepper's Lonely Hearts Club Band (1967).
- Simon Rodia Continuation High School är ett gymnasium i Watts uppkallat efter honom.